# Pølseskind
Pølseskind er et stramt hylster af dyretarm eller en erstatning herfor, som omgiver en kødmasse i en pølse. Kødmassen kan naturligvis erstattes af et vegetarisk eller vegansk alternativ.
Pølseskind knytter sig også til den populære remse: "Finn, Finn pølseskind / trækker maven ud og ind." Som evt. kan fortsættes med " med sin mors strikkepind."